# Thanh Hương, Thanh Liêm
Thanh Hương là một xã thuộc huyện Thanh Liêm, tỉnh Hà Nam, Việt Nam. Sau chính sách sáp nhập 3 tỉnh Hà Nam, Ninh Bình và Nam Định, từ ngày 1 tháng 7 năm 2025, xã Thanh Hương hợp nhất với xã Thanh Tâm và xã Thanh Nguyên thành xã Thanh Liêm 5, huyện Thanh Liêm, tỉnh Ninh Bình.